# Плодовитость (биология)
 Плодовитость — способность к размножению. В биологии и демографии это возможная репродуктивная способность организма или популяции, измеряемая числом гамет (яиц), семян, спор или отростков растений. Плодовитость определяется наследственностью и средой и является основной мерой приспособленности особи.
Плодовитость меняется с возрастом, закономерно колеблется по сезонам (у видов с повторным размножением) и в разные годы в зависимости от степени обеспеченности пищей, плотности популяций, климатических и других факторов. Является предметом изучения в популяционной экологии.
У разных групп животных плодовитость очень различна, особенно у видов с разными способами размножения. Некоторые насекомые откладывают до нескольких сотен тысяч и даже миллионов яиц, луна-рыба мечет сразу до 300 млн икринок. Животные с большой продолжительностью жизни и высокой степенью заботы о потомстве производят гораздо меньше гамет и соответственно потомства.
Плодовитость это только возможность произвести потомство, зависящая от продукции гамет, оплодотворения и вынашивания до рождения, и поэтому отличается от фертильности, мерой которой является реальное количество потомков, например скорость рождения в популяции выражаемая числом новорождённых на 1000 особей в год.